# Парижский мирный договор с Италией (1947)
Мирный договор с Италией — один из мирных договоров, подписанный в Париже 10 февраля 1947 года между Итальянской Республикой и Союзниками во Второй мировой войне, официально завершив военные действия. Вступил в силу 15 сентября 1947 года.

## Стороны договора
Стороны, согласно договору:
- Италия

Союзные и Соединённые Державы:
- СССР
- Великобритания
- США
- Китай
- Франция
- Австралия
- Бельгия
- Белорусская ССР
- Бразилия
- Канада
- Чехословакия
- Эфиопия
- Королевство Греция
- Индия
- Нидерланды
- Новая Зеландия
- Польша
- УССР
- Южно-Африканский Союз
- Югославия

## Положения договора

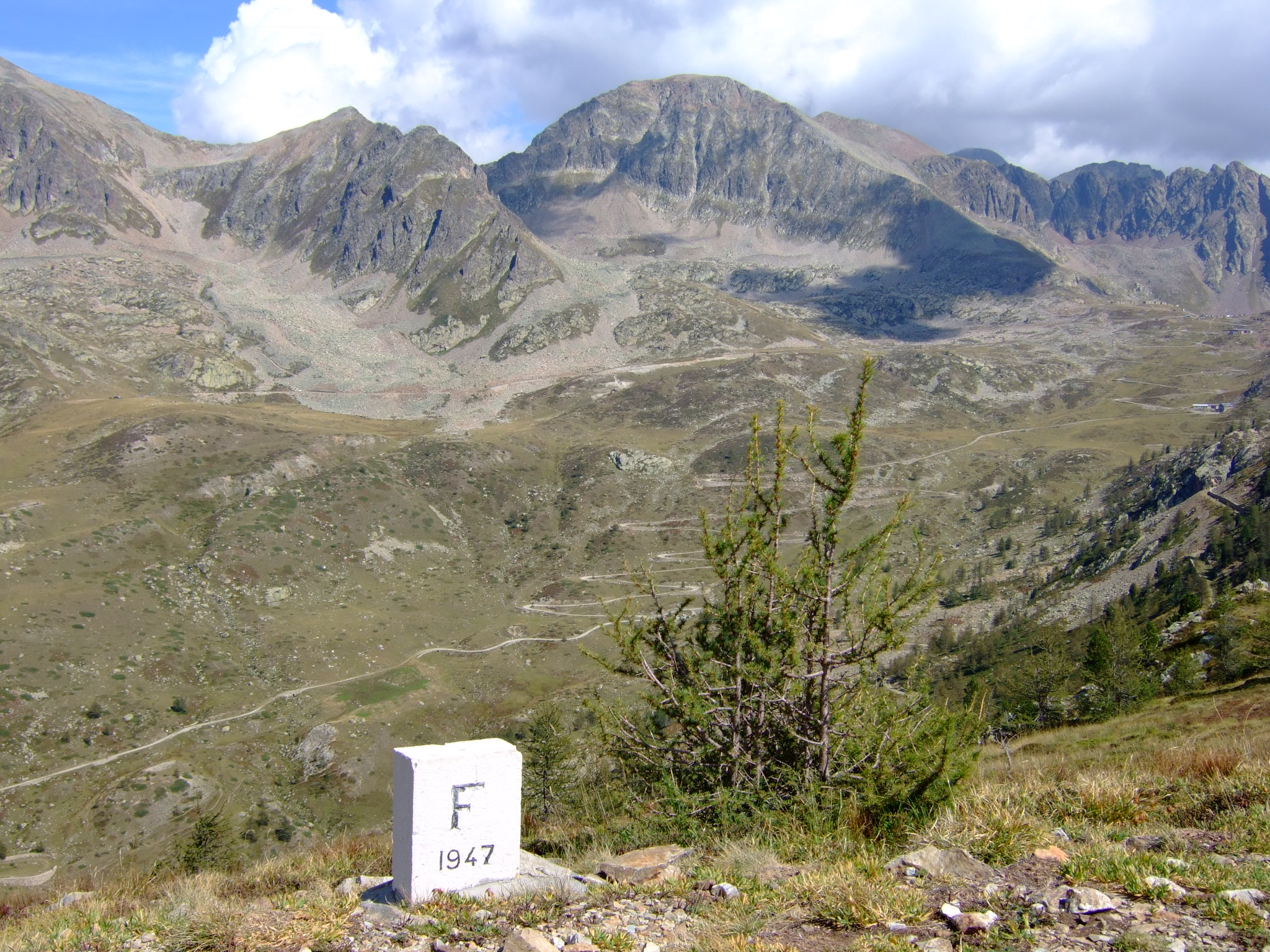
Пограничный столб, установленный в 1947, отмечающий франко-итальянскую границу в районе Коль де ла Ломбарде

- передача адриатических островов Црес, Лошинь, Ластово и Палагружа; Истрии к югу от реки Мирна; анклава Задар в Далмации; Риеки и большей части Словенского приморья Федеративной Народной Республике Югославии;
- передача островов Додеканес Греции;
- передача Франции городков Тенд и Брига; незначительный пересмотр итало-французских границ;
- признание независимости Албании и передача ей острова Сазани;
- признание независимости Эфиопии;
- отказ от претензий на колонии (включая Ливию, Эритрею и Сомали);
- отмена благоприятных торговых договоров с Китайской Республикой (включая концессию в Тяньцзине, принадлежавшую Королевству Италия с 7 сентября 1901 года).

Триест и близлежащие районы были объединены в подмандатную ООН территорию Свободная территория Триест. В 1954 году она прекратила существование, так как Триест и близлежащие территории были разделены между Федеративной Народной Республикой Югославии и Италией. Сам Триест стал частью Италии. Раздел был завершен в 1977 году Озимским договором.
24 декабря 1951 года Ливия провозгласила независимость (Соединённое королевство Ливия).
После плебисцита проведённого ООН, Эритрея вошла в федерацию с Эфиопией, как и было предусмотрено 2 декабря 1950 года. Впоследствии де-факто Эритрея получила независимость от Эфиопии 24 мая 1991 года, а де-юре — 24 мая 1993.
Итальянское Сомали управлялось британской администрацией до 1949 года, когда стало подопечной территорией ООН при итальянской администрации. Итальянское Сомали объединилось с Британским Сомали 1 июля 1960 года, вместе образовав Сомалийскую республику.
Последующее дополнение к договору обеспечило культурную автономию немецкого меньшинства в Южном Тироле.